# Salongo
Le journal Salongo est un quotidien congolais du matin en français édité à Kinshasa.
En février 1972, le journal Le Progrès devient Salongo.
En juillet 1972, le Salongo fusionne avec le quotidien Myoto (appelé L’Étoile avant février 1972). Salongo est une entreprise privée. En 1979, la compagnie rachète les ex-Imprimeries de Kinshasa et se lance dans l'implantation d'éditions régionales et la création d'une édition Salongo-Shaba et Salongo-Selection en 1980.
Dans les années 1980, Salongo est la chaîne de journal la plus importante au Zaïre (République démocratique du Congo de l'époque). Plus de 15 000 exemplaires du quotidien Salongo, 5 000 exemplaires du Salongo-Shaba et 30 000 exemplaire du Salongo Selection sont distribués à travers le pays.